# Luna Rossa (Yachtsyndikat)

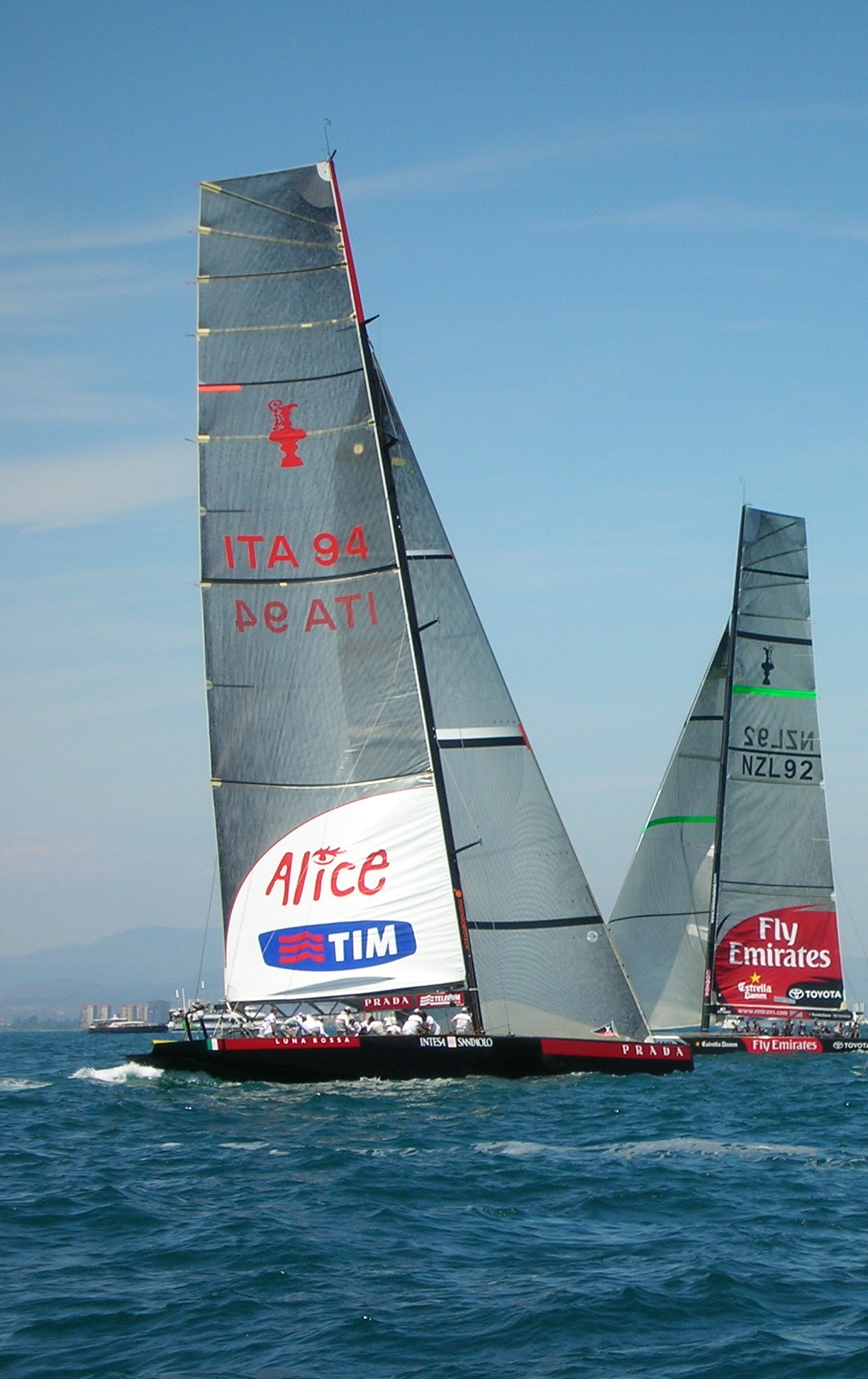
Luna Rossa ITA94 beim Louis Vuitton Cup (2007)

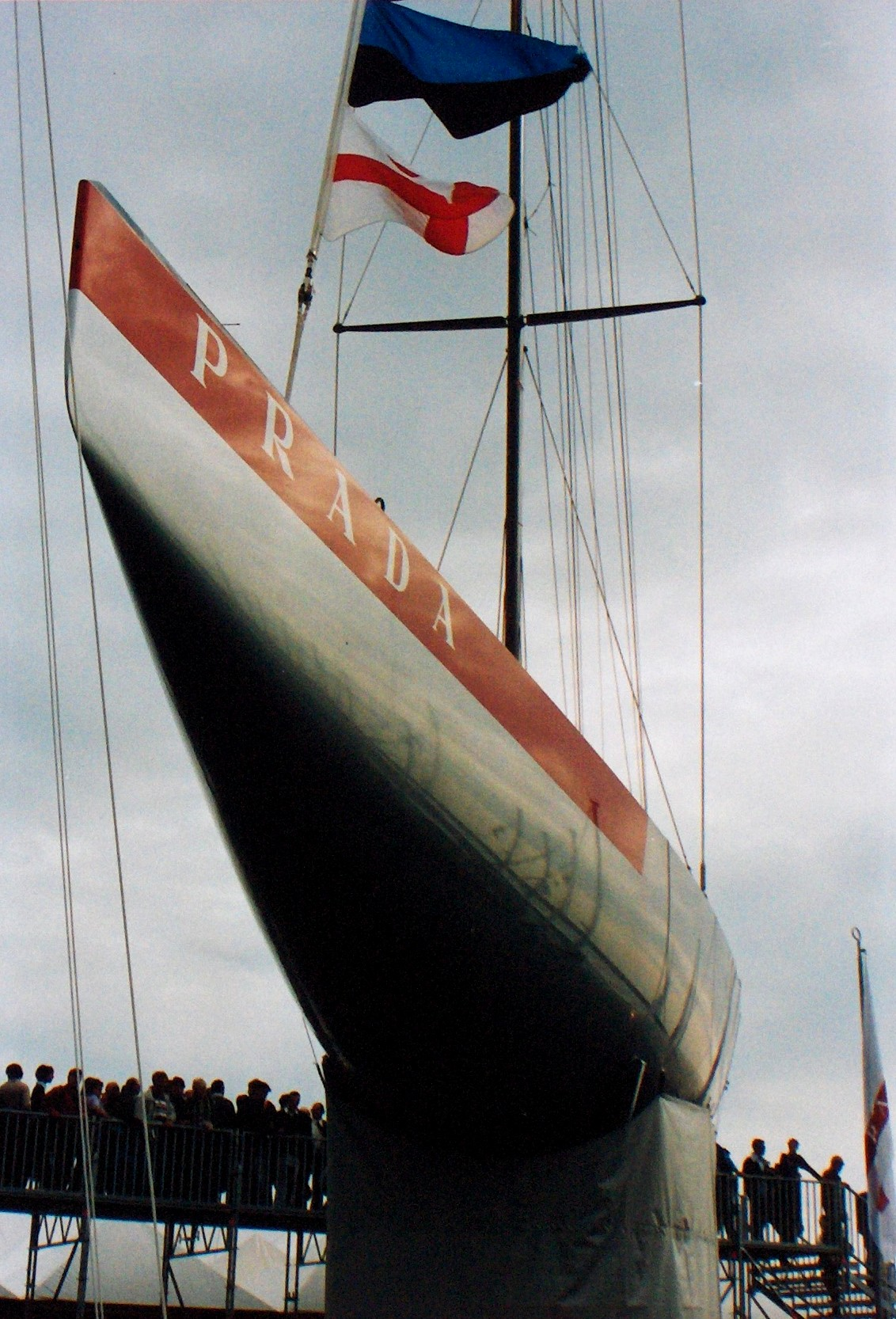
Luna Rossa ITA45 (Genua, 2000)

Luna Rossa (ital. für „Roter Mond“) ist ein italienisches Yachtsyndikat.
Neben +39 Challenge und Mascalzone Latino - Capitalia Team ist Luna Rossa Challenge eines von  drei italienischen Teams im Segelwettbewerb America’s Cup. Team- und Syndikatchef ist der Modezar Patrizio Bertelli, der Luna Rossa Challenge im Jahr 1997 gründete. Das Team versuchte schon vier Mal den Cup zu gewinnen, scheiterte jedoch immer.

## 30. America’s Cup 2000
Die erste Herausforderung des Teams Luna Rossa war der America’s Cup in Auckland, Neuseeland im Jahr 2000. Das Team gewann den Louis Vuitton Cup mit einem Rekord von 38 Siegen in 49 Rennen und sicherte sich so die Teilnahme am entscheidenden Endkampf (Final Series) um den America’s Cup. Hier unterlag Luna Rossa dem Sieger New Zealand "Black Magic" in einem 9-Rennen Finale.

## 32. America’s Cup 2007
Mit einem Startbudget von 110 Millionen Euro stand das Team nach BMW Oracle Racing und Alinghi an dritter Stelle.
Vor Valencia beanspruchte Luna Rossa unter dem Skipper Francesco de Angelis zunächst eine Favoritenrolle und gelangte ins Halbfinale des Louis Vuitton Cups. Dort besiegte es BMW Oracle Racing mit 5:1 und ließ so den amerikanischen Traum vom Cup platzen. Im Finale siegte Emirates Team New Zealand mit 5:0 über Luna Rossa und verhinderte so deren Einzug in den America’s Cup.
Bekannte Segler von Luna Rossa:
- Francesco de Angelis
- Tom Schnackenberg
- Torben Grael

## 34. America’s Cup 2013
Im August 2013 nahm Luna Rossa am Louis Vuitton Cup teil. Diesmal als Herausforderer, dem sich die anderen Syndikate anschlossen. Sie scheiterten am 25. August 2013 im 8. Finalrennen in der Best of 13. Serie gegen Emirates Team New Zealand.

## 35. America’s Cup 2016
Der Hauptsponsor des Teams, Patrizio Bertelli gab bekannt, dass man sich an der nächsten Regatta beteiligen wird. Die Basis des Teams befindet sich in Cagliari.